# Pridjel Gornji
Pridjel Gornji (szerbül: Придјел Горњи), település Bosznia-Hercegovinában, a Szerb Köztársaság északi régiójában Doboj községben. 

## Fekvése
A település Bosznia-Hercegovina északi részén, Dobojtól légvonalban 3, közúton 4 km-re délre, a Boszna-folyó jobb partján, az Usora torkolatától délre, 150-330 méteres magasságban található.

## Népessége
| Nemzetiségi csoport | Népesség 1991 | Népesség 2013 |
| ------------------- | ------------- | ------------- |
| Szerb               | 1             | 5             |
| Bosnyák             | 1217          | 823           |
| Horvát              | 0             | 1             |
| Jugoszláv           | 16            | 0             |
| Egyéb               | 13            | 7             |
| Összesen            | 1247          | 836           |

## Története
Pridjel falu már a középkorban is lakott volt. 1947-ig azon a helyen, amely Katunište, illetve Svatovsko greblje néven ismert, régi temető volt található stećakokkal. Branko Belić kurátor adatai szerint ebben a nekropoliszban több mint 10 láda alakú stećak volt, amelyek a vasútvonal és a vasútállomás építésekor pusztultak el.
Nevének legrégebbi alakja, ahogy azt a 16. század elején törökül is feljegyezték, Pridol volt. A név ritka módon magyarázza a falu természetes fekvését, mivel az az Ozren-hegy fennsíkjai és a Dobojt körülölelő Bosna folyó völgye, valamint az Usora torkolata által alkotott tágas síkságok határán található. Mivel a település a fennsík szélén, közvetlenül a síkság felett található, egy szláv nyelvi háttérrel rendelkező középkori ember nagyon jól és pontosan alkotta meg a Pridol nevet. Ha már a történelmi dokumentumokban szereplő falvak neveinél tartunk, létezik egy másik török dokumentum is, amely a 18. század elején, 1711-ben íródott. Ebben az okiratban a falut Pridilként jegyezték fel, és így kapta meg jelenlegi nevét. Az első és a második világháború közötti időszakban a helyet Muszlim Pridilnek hívták (a lakosság összetétele alapján). 1945 után a helyet Pridjel II-nek hívták, a Pridjel Donjit (szerb lakosság) pedig Pridjel I-nek nevezték. A Bosznia-Hercegovina Köztársaságban 1981. november 12-én hatályba lépett, a települések átnevezéséről szóló törvény a hivatalos neveket Pridjel Donji és Pridjel Gornji névre véglegesítette..
Az oszmán korban ez a település a Tešanji Kadiluk része volt, amint az a kadiluk (1740-1752) feljegyzéseiben is látható. Más oszmán dokumentumok Piri Dol néven is említik. A települést a kádiluk iratai kétszer említik: 1743-ban és 1744. december 8-án. Az első akta a tešanji kádinak a szultánhoz intézett felterjesztését tartalmazza, mely a pridjeli Lončar ellen irányul, aki megsebesítette a doboji Karadžát. Az ügyben kétszer is szerepel a felterjesztésre adott válasz. Egy másik feljegyzésben a pridjeli Mahmud fia Lončar szerepel, aki két szekeret tulajdonított el.
A település 1878-ig tartozott az Oszmán Birodalomhoz, ekkor a berlini kongresszus határozata alapján az Osztrák-Magyar Monarchia része lett. 1879-ben az első osztrák-magyar népszámlálás során a Maglaji járáshoz és Boljanić községhez tartozó településnek 70 háztartása és 406 muszlim lakosa volt. A monarchia szétesésével 1918-ban előbb a Szerb-Horvát-Szlovén Királyság, majd 1929-től a Jugoszláv Királyság része lett. Az 1929-es törvény értelmében, amikor Bosznia-Hercegovinát négy banovinára, Drinskára, Vrbaskára, Zetskára és Primorskára osztották, a település a Vrbaska banovina része lett, amelynek székhelye Banja Luka volt.
A második világháborúban Jugoszlávia megszállása után a Független Horvát Állam (NDH) része lett. A második világháború után 1992-ig a település a szocialista Jugoszlávia keretében a Bosznia-Hercegovinai Népköztársaság része volt. 
A boszniai háború során a település muszlim lakosságát elűzték, mecsetüket lerombolták. A boszniai háborút lezáró daytoni békeszerződés rendelkezése alapján az ország területét felosztották a Bosznia-hercegovinai Föderáció és a boszniai Szerb Köztársaság között.  A békeszerződés utáni területmegosztási megállapodás értelmében a Boszniai Szerb Köztársasághoz és Doboj községhez került. A lakosság visszatelepülése a 2000-es évek elején kezdődött.

## Sport
A falu labdarúgócsapata, az FK Željezničar a doboji városi bajnokságban szerepel.

## Nevezetességei
A falu mecsete 1905-ben épült. 1992-ben a boszniai háború során lerombolták. Az újjáépített mecsetet 2004-ben nyitották meg.